# Änniksaare
Änniksaare est un village de 26 habitants de la Commune d'Avinurme du Comté de Viru-Est en Estonie. 